# Об'єднана націоналістична партія (Гана)
Об'єднана націоналістична партія (UNP) — політична партія в Гані за часів Другої республіки (1969–1972). За результатами виборів, що відбулись 29 серпня 1969 року, партія здобула 2 зі 140 місць у Національній асамблеї.